# HD 174730
HD 174730，又名CD-5012206，SAO 229358、HR 7108，是一颗恒星，视星等为6.6，位于銀經346.53，銀緯-20.88，其B1900.0坐标为赤經18h 46m 49.9s，赤緯-50° -20.88′ 2″。